# Tetragnatha boydi
Tetragnatha boydi är en spindelart som beskrevs av Octavius Pickard-Cambridge 1898.
Tetragnatha boydi ingår i släktet sträckkäkspindlar och familjen käkspindlar. Utöver nominatformen finns också underarten Tetragnatha boydi praedator.